# Andrzej Sikorski (archeolog)
Andrzej Sikorski (ur. 17 lipca 1953 w Gdańsku, zm. 11 listopada 2023) – polski archeolog, poeta, prozaik, dziennikarz prasowo-radiowy, krytyk literacki, wykładowca w Instytucie Prahistorii Uniwersytetu im. Adama Mickiewicza w Poznaniu. Członek Stowarzyszenia Pisarzy Polskich.

## Życiorys
Andrzej Sikorski urodził się 17 lipca 1953 roku w Gdańsku, wychował w Pruszczu Gdańskim, gdzie w 1972 roku ukończył I Liceum Ogólnokształcące im. Marii Konopnickiej.
W latach 1973–1978 studiował archeologię na Uniwersytecie im. Adama Mickiewicza w Poznaniu (praca magisterska „Osada w Nawinie (stan. 6), woj. Koszalin”, która została opublikowana w 1979 w 9. tomie „Koszalińskich Zeszytów Muzealnych”, s. 3–45). Po studiach przez rok pracował w Muzeum Archeologicznym w Poznaniu. Od roku 1979 był pracownikiem Wydziału Archeologii Uniwersytetu im. Adama Mickiewicza w Poznaniu na stanowisku wykładowcy w Instytucie Prahistorii.

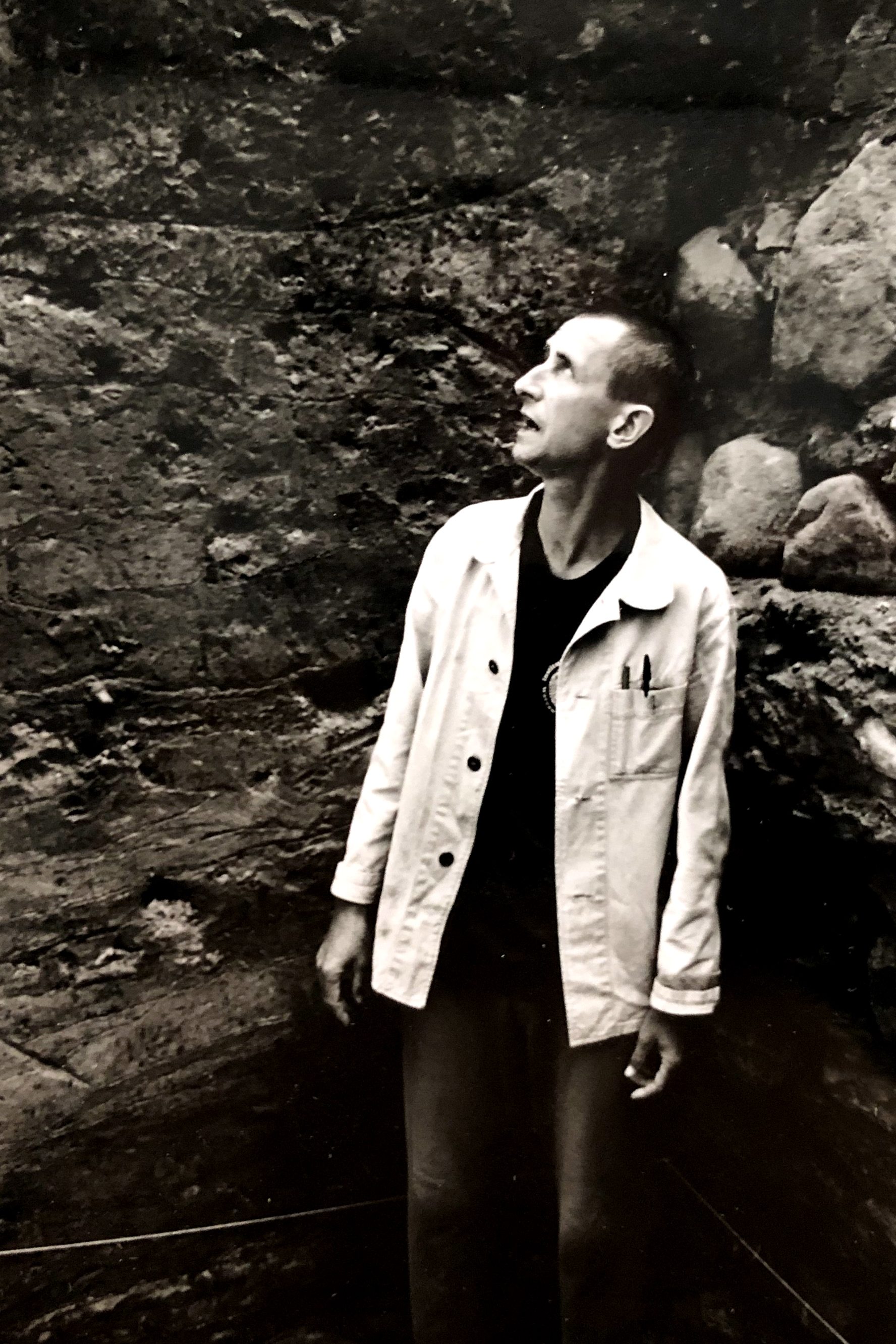
Andrzej Sikorski podczas badań terenowych

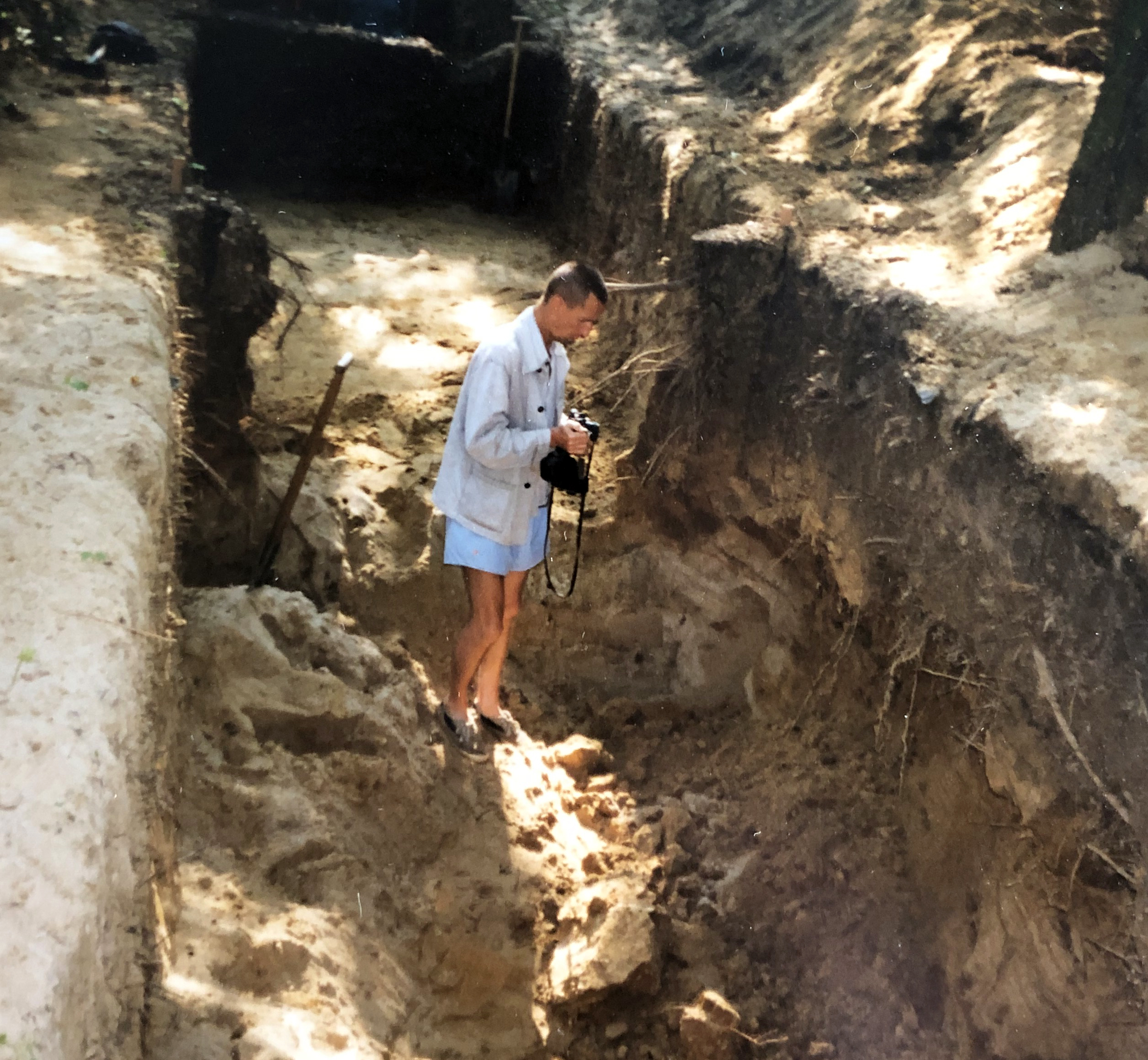
Andrzej Sikorski podczas badań terenowych

Specjalizacją Andrzeja Sikorskiego była problematyka archeologii średniowiecza i okresu nowożytnego, szczególnie rzemiosł i wyrobów (m.in. z gliny, włókienniczych i plecionkach) oraz funeralia. W trakcie 44-letniej pracy zawodowej zajmował się pomiarami i analizami laboratoryjnymi tekstyliów pradziejowych, średniowiecznych i nowożytnych oraz ich odcisków. Był badaczem terenowym, brał udział i współprowadził badania wykopaliskowe m.in. w rejonie Białogardu (1974–1995), w Górze koło Pobiedzisk i w Poznaniu (zespół pałacowo-sakralny na Ostrowie Tumskim, cmentarzysko przy kościele NMP, kanonie, Mur Lubrańskiego: 1999–2016; badania Kolegiaty św. Marii Magdaleny: 2016–2017).
Zmarł 11 listopada 2023 roku.

## Twórczość literacka
Andrzej Sikorski był autorem ponad 20. publikacji książkowych, w tym 13. tomów poetyckich. Literacko zadebiutował w 1978 roku na łamach
poznańskiego „Nurtu” – miesięcznika społeczno-kulturalnego. W roku 1980 został wydany jego zbiór wierszy „Listy” w serii ósmej „Pokolenia, które wstępuje”. Od roku 1989 był członkiem Stowarzyszenia Pisarzy Polskich, a później również Stowarzyszenia Autorów ZAiKS.
Był redaktorem czarno-białej serii tomików wydawanych w latach 80. i 90. oraz książek poetyckich wydawanych w poznańskim Wydawnictwie Flos Carmeli. Przez wiele lat organizował spotkania literackie w Piwnicy Duchowej w podziemiach klasztoru oo. Karmelitów Bosych w Poznaniu. W 1992 roku stworzył i redagował poetycką Antologię Bożonarodzeniową. Jego twórczość wielokrotnie była publikowana na łamach czasopism i portalach literackich m.in. w „Neonach-Tożsamość”, współtworzył Antologię Poezji Twórców Powiatu Gdańskiego „Niebieskie neony”. Przez wiele lat Andrzej Sikorski prowadził audycje radiowe m.in. w Radiu Emaus: „Notki historyczne”, cykl rozmów „O mnie, o Tobie, o nas” oraz współprowadził audycję dla dzieci „Owieczka Magda i przyjaciele”. Był autorem słuchowisk i monodramów radiowych.
8 listopada 2024 roku w Parku na os. Wichrowe Wzgórze w Poznaniu została odsłonięta ławeczka imienia Andrzeja Sikorskiego.

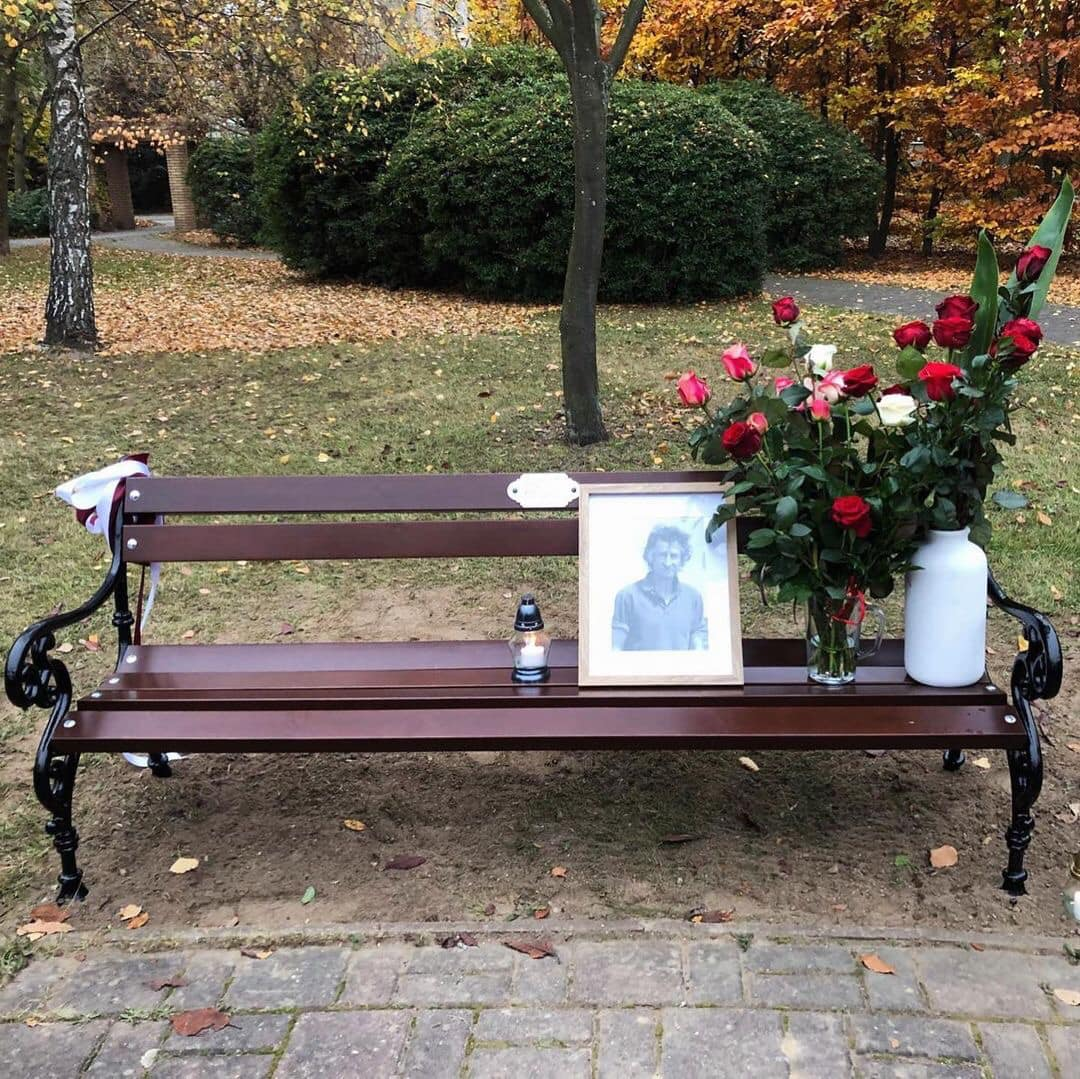
Ławeczka im. A. Sikorskiego

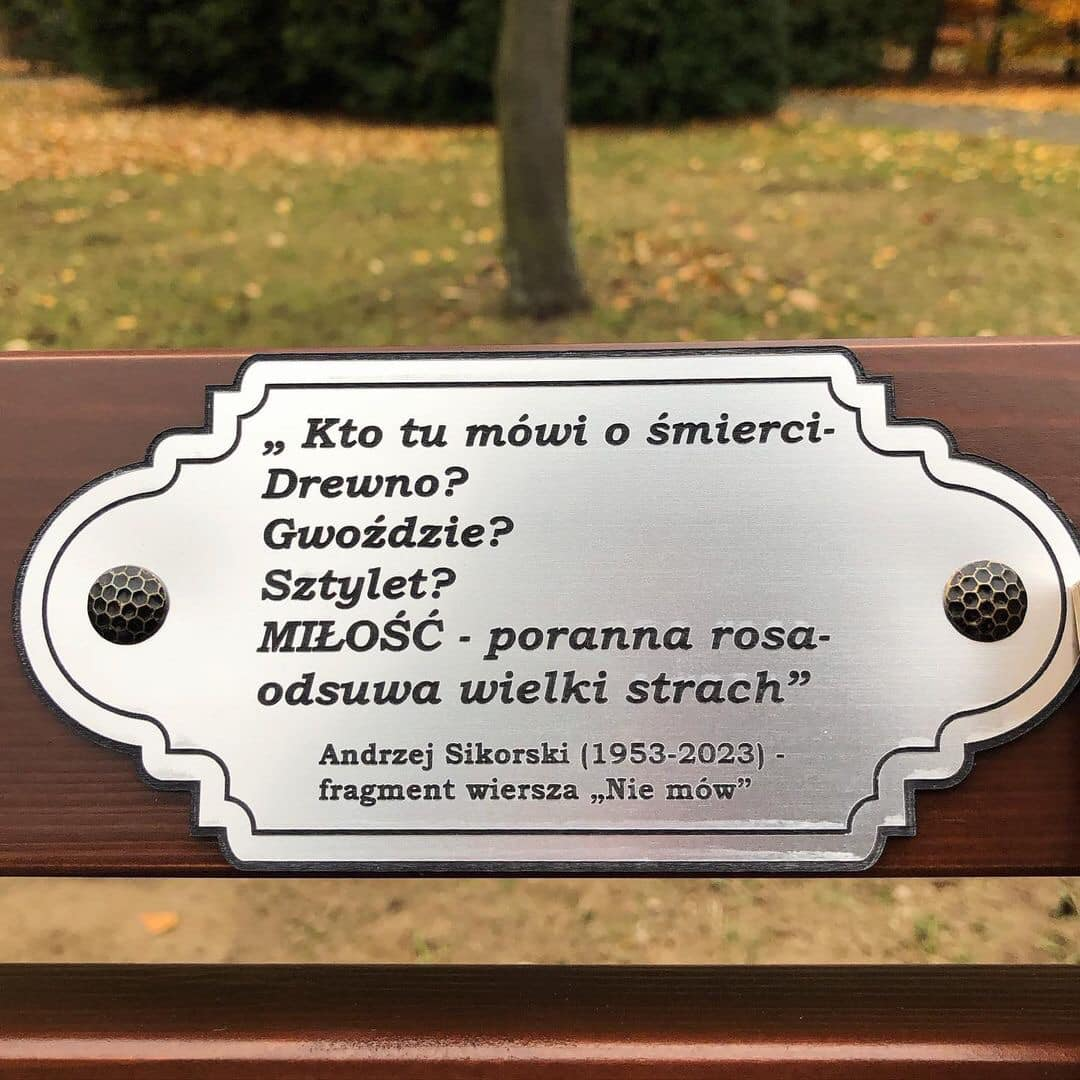
Ławeczka im. A. Sikorskiego

### Tomy poetyckie
- „Listy”, Pokolenie, które wstępuje, seria VIII, t. 5 (red. M. Wawrzkiewicz), MAW, Warszawa 1980
- „Ślimaczy dzwonnik”, Wyd. Poznańskie, Poznań 1985
- „Prawie wszystkie listy”, Wyd. Poznańskie, Poznań 1987
- „Wiecznie szczęśliwe dzieci”, Wyd. Pallottinum, Poznań 1989
- „Motyl na wieży Babel” (poemat poświęconym zmarłemu koledze, poecie Andrzejowi Babińskiemu), Wyd. Poznańskie, Poznań 1990
- „Pod każdą gwiazdą zielenią się rajskie gałęzie”, Wyd. „Księgarnia św. Wojciecha”, Poznań 1991
- „Stąd wyruszyłeś i tutaj powracasz”, Wyd. Pallottinum, Poznań 1991
- „A poranek był mroźny i nieparzysty”, Wyd. Literackie „Parnas”, Poznań 1996
- „od do”, Wyd. „Kontekst, Poznań 2005.
- „Ten poranek był mroźny i nieparzysty”, Księgarnia św. Wojciecha 2006
- „Wiersze świąteczne”, Księgarnia św. Wojciecha, Poznań 2007
- „niepewne”, Wydawnictwo Flos Carmeli, Poznań 2015

### Książki dla dzieci
- „Taki mój”, Wyd. Pallottinum, Poznań 1991
- „Jeż Chermółka”, Wyd. Pallottinum, Poznań 1991
- „Więc tylko Cię pocałuję”, Wyd. Literackie „Parnas”. Poznań 1991
- „Nazaretański pamiętniczek”, Wyd. Pallottinum, Poznań 1993
- „Latawiec Jeża Chermółki”, Wyd. Pallottinum, Poznań 1996
- „W grudniu”, Wyd. Pallottinum, Poznań 2000
- „Jeszcze jedna opowieść”, Wyd. Pallottinum, Poznań 2001
- „Chwalmy pieśnią! Majowe spotkania dla dzieci”, Wyd. „Hlondianum”, Poznań 2006
- „Pójdźmy w tę noc”, Wyd. Hlondianum, Poznań 2006
- „Ledna i Mieczek. Tajemnica z jeziora”, Muzeum Pierwszych Piastów na Lednicy, Lednica 2009
- „Legendy Poznania i Brna” – Poznaňské a brněnské pověsti (Andrzej Sikorski i Roman Juránek, ilustracje Anna Chmielnik), Wyd. Miejskie Posnania, Poznań 2016
- „Legendy Poznania”, Wyd. Miejskie Posnania, Poznań 2018
- „Legendy Poznania” wersja angielska, Wyd. Miejskie Posnania 2020
- „Legendy Poznania” wersja ukraińska, Wyd. Miejskie Posnania 2022
- „Pod dachem Ulmów”, Wyd. Świętego Wojciecha 2023
- „Ledna i Mieczek. Tajemnica z jeziora”, Muzeum Pierwszych Piastów na Lednicy, Lednica, 2024

### Dramaty i scenariusze
- „Tu, na tym miejscu... Rzecz na 50. rocznicę Powstania Poznańskiego’56”, stwprzpna wspólnie z bp. M. Jędraszewskim, Księgarnia św. Wojciecha, Poznań 2006
- „Misterium Wielkanocne’06”, w:/ Misteria pasyjne i wielkanocne. Inscenizacje dla dzieci i młodzieży oraz rozważania Drogi Krzyżowej, Wyd. Hlondianum, Poznań 2006, s. 89–96.
- „Droga Krzyżowa”, monodram radiowy tworzony w latach 2009–2023, Radio Emaus, Poznań

### Wywiady-rzeki
- „Któż to opisze, któż to uciszy. Rozmowy z Wincentym Różańskim”, książka stworzona wspólnie z Piotrem Kępińskim, Wyd. Obserwator, 1997[1]
- „Nie byłem Papkinem”, wywiad-rzeka z Jerzym Stasiukiem, aktorem poznańskiego Teatru Nowego stworzony wspólnie z Piotrem Kępińskim, Wyd. Obserwator, 1999[1]

### Antologie
- Antologia Bożonarodzeniowa, lata 1992–2023
- „Poznań fantastyczny – miasto wyobraźni”, opowiadanie „Zamurowani od północy”, Wyd. Miejskie Posnania, Poznań 2014
- Antologia Poezji Twórców Powiatu Gdańskiego „Niebieskie neony”, wyd. Stowarzyszenie Przyjaciół Pruszcza Gd. i Okolicznych Gmin, Pruszcz Gdański 2014
- Antologia „Kto wam pozwolił tak pięknie żyć...” / Antologìâ „Hto vam dozvoliv tak čudovo žiti...”, 2023
- Almanach „Czas pojąć ten świat – czas ukoić ból”, Fundacja Otwartych Na Twórczość 2024

## Twórczość naukowa
Wybrane publikacje naukowe:
- Badania na osadzie wczesnośredniowiecznej w Nasutowie, stanowisko 4, gm. Białogard, w roku 1979, Koszalińskie Zeszyty Muzealne, t. 11, 1981, s. 45–59.
- z H. Machajewskim, Młodszy okres przedrzymski, okres rzymski i okres wędrówek ludów na Pomorzu Środkowym, Inventaria Archaeologica, Fas. LIII, Warszawa-Łódź 1985.
- Problem ceramiki typu Dziedzice w świetle badań w Dębczynie, woj. Koszalin, Folia Praehistorica Posnaniensia, t. 2: 1987, s. 279–302.
- z S. Bakierą i A. Wójciakiem, Z badań laboratoryjnych nad własnościami fizycznymi ceramiki z osady w Warszkowie, na Pomorzu Środkowym, Fontes Archaeologici Posnanienses, t. XXXVI (1987/1988), 1988, s. 129–136.
- z J. Foglem i S. Bakierą, Uwagi na temat relacji wybranych elementów średniowiecznej aglomeracji śremskiej (gród-miasto-przeprawa warciańska), Fontes Archaeologici Posnanienses, t. XXXVI (1987/1988), 1988, s. 137–157.
- z M. Karą, Wstępne wyniki badań laboratoryjnych kafli z opactwa benedyktynów w Lubiniu, Kwartalnik Historii Kultury Materialnej, r. XXXVI, nr 4, 1988, s. 665–680.
- Duże naczynie ceramiczne z Łekna, gm. Wągrowiec, woj. Piła. Wyniki badań laboratoryjnych: udarności, nasiąkliwości i twardości powierzchniowej w stanie naturalnym, Studia i materiały do dziejów Pałuk, t. 1, 1989, s. 225–239.
- Tkaniny z wczesnośredniowiecznego cmentarzyska „szkieletowego” w Dębczynie, gm. Białogard, województwo koszalińskie,Materiały Zachodniopomorskie, t. XXXV/VI (1989/90),1989, s. 159–172.
- Nowe aspekty metodyki badań palenisk, Sprawozdania Archeologiczne, t. XLIII: 1991, s. 319–328.
- z A. Wójciakiem, Udarność i nasiąkliwość fragmentów ceramiki naczyniowej z terenów Pomorza Zachodniego i Pojezierza Krajeńskiego, Folia Praehistorica Posnaniensia, t. IV, 1991, s. 27 48.
- z J. Żakiem, Sytuacja kulturowa we wczesnym średniowieczu na Pomorzu Środkowym,, [w:] Z badań nad dziejami stosunków polsko-niemieckich, Poznań 1991, s. 189–208.
- z P. Pawlakiem, R. Pietrzakiem, Paleniska i obiekt kremacyjny z Mutowa, gm. Szamotuły, woj. poznańskie, stan. 2 – nowe aspekty metodyki badań, Wielkopolskie Sprawozdania Archeologiczne, t. 2, 1993, s. 59–76.
- Ceramika naczyniowa z Łekna, stanowisko nr 3 (wykopy VIII i IX), Studia i materiały do dziejów Pałuk, 1995, s. 95–120.
- z H. Kóčka-Krenz i P. Pawlakiem, Grób kobiety z wczesnośredniowiecznego cmentarzyska szkieletowego w Poznaniu-Śródce (przyczynek do interpretacji funkcjonalnej kaptorg), Folia Praehistorica Posnaniensia, t. 7: 1995, s. 281–294.
- z W. Rączkowskim i A. Szymczakiem, Datowanie ceramiki wczesnośredniowiecznej z osady w Warszkowie, gm. Sławno, stan. 26, w świetle badań radiowęglowych, Acta Universitatis Nicolai Copernici, Archeologia XXIII, 1995, s. 37–68.
- z M. Brzostowiczem i A. Wójciakiem, Wartości techniczne i użytkowe wielkopolskich naczyń glinianych z IX – X wieku, Fontes Archaeologici Posnanienses, vol. XXXVIII: 1997, s. 5–12.
- z H. Kóčką-Krenz, Grób „księżniczki” z Dębczyna w woj. koszalińskim (stan. 53),, [w:] Kraje słowiańskie w wiekach średnich. Profanum i sacrum, Poznań 1998, s. 525–535.
- Analiza tkanin znalezionych na grzęzidłach z Góry, stan. 18, gm. Pobiedziska, byłe woj. poznańskie, Wielkopolskie Sprawozdania Archeologiczne, t. V, 2000, s. 259–270.
- Tkaniny z cmentarzyska ludności kultury wielbarskiej w Kowalewku,, [w:] T. Skorupka, Kowalewko 12. Cmentarzysko birytualne ludności kultury wielbarskiej (od połowy I w. n.e. do początku III w. n.e.), Archeologiczne badania ratownicze wzdłuż trasy Gazociągu Tranzytowego (red. M. Gierlach), t. II Wielkopolska, cz. 3, 2001, s. 451–465.
- Fragmenty „złotej nitki” z Rybitw-Ostrowa Lednickiego, stan. 2, Studia Lednickie VII, 2002, s. 43–49.
- z J. Foglem, Pawilon Białej Damy w Kórniku (przyczynek do interdyscyplinarnych badań nad urządzeniami parków rezydencjonalnych doby baroku w Polsce), Archaeologia Historica Polona, t. 12, 2002, s. 159–191.
- z T. Szczurkiem, Monety z wczesnośredniowiecznego cmentarzyska szkieletowego w Dębczynie na Pomorzu, [w:] Moneta i kontakty mennicze w rejonie Morza Bałtyckiego XIII-XVIII w. Materiały z konferencji w Toruniu, 12–13 listopada 1992, Toruń, 2002, s. 7–32.
- Łekno, pow. Wągrowiec, woj. wielkopolskie, stan. 19. Wyniki badań nad ceramiką średniowieczną i nowożytną, Studia i materiały do dziejów Pałuk (red. A. M. Wyrwa), t. IV, 2003, s. 67–123.
- Nie tylko o tkaninie wykopaliskowej z Wielkopolski, Biuletyn Konserwatorski, t. 2: 2003, s. 123–142.
- Ślady tkanin na monetach arabskich i ozdobach srebrnych ze skarbu z Grzybowa, pow. Września, [w:] Archeologia powiatu wrzesińskiego (red. M. Brzostowicz), Poznań-Września, 2003, s. 187–197.
- z I. Marciniak, Złote nitki z poznańskiego Ostrowa Tumskiego, Wielkopolskie Sprawozdania Archeologiczne, t. 6: 2003, s. 129–139.
- wraz z J. Ruminiecką i J. Wenzel, Ceramika grafitowa z Ostrowa Tumskiego w Poznaniu, Folia Praehistorica Posnaniensia, t. XII, 2004, s. 265–281.
- wraz z A. Dębskim, Ostrów Tumski 10-charakterystyka warstw i materiałów źródłowych w wykopie XXIV,, [w:] Poznań we wczesnym średniowieczu, t. 5: 2005, s. 23–58.
- z A. Wrzesińską i J. Wrzesińskim, Fragmenty tkanin z dwóch wczesnośredniowiecznych, grobów cmentarzyska „Mały Skansen”. Kilka uwag o ubraniu wczesnośredniowiecznym, Studia Lednickie t. VIII, 2005, s. 149–166.
- Odciski tkaniny na glinianym tyglu odlewniczym z pracowni złotniczej na Ostrowie Tumskim w Poznaniu (stanowisko 9/10), [w:] Świat Słowian wczesnego średniowiecza (red. M. Dworaczyk, A. M. Kowalska, S. Moździoch, M. Rębkowski), Szczecin-Wrocław, 2006, s. 273–276.
- Tekstylia z grobów łodziowych w Walkowicach (gm. Czarnków, woj. wielkopolskie, stan. 6/8),, [w:] Pradolina Noteci na tle pradziejowych i wczesnośredniowiecznych szlaków handlowych, Poznań 2006, s. 237–243.
- z H. Kóčką-Krenz, Seal container (?) from Poznań-Ostrów Tumski, Archaeologia Polona, vol. 45, 2007, s. 105–112.
- z M. Krzepkowskim, Szelągi litewskie Jana Kazimierza z Wągrowca, woj. wielkopolskie (ul. Opacka 15). Wyniki analizy numizmatycznej i odcisków tkaniny, Wielkopolskie Sprawozdania Archeologiczne, t. 8, 2007, s. 127–134.
- Atypowe groby szkieletowe z wczesnośredniowiecznego cmentarzyska w Dębczynie (stan. 53), woj. zachodniopomorskie, Funeraria Lednickie, Spotkanie 2 Czarownice, Poznań, 2008, s. 103–111.
- Odciski zszywanej tkaniny na wczesnośredniowiecznym dnie naczynia z Lutola Suchego pod Międzyrzeczem,, [w:] ad Oderam fluvium. Księga dedykowana pamięci Edwarda Dąbrowskiego (red. B. Gruszka), Zielona Góra, 2008, s. 375–382.
- z O. Antowską-Gorączniak, H. Kóčką-Krenz, Obiekty wczesnośredniowieczne w obrębie palatium, [w:] Poznań we wczesnym średniowieczu, t. VI (red. H. Kóčka-Krenz), Poznań, 2008, s. 111–137.
- Tkanina z relikwiarza na Ostrowie Lednickim, stan. 1,, [w:] Stauroteka lednicka, Materiały, studia i analizy (red. A. M. Wyrwa), t. 2, Lednica-Poznań, 2009, s. 65–72.
- More than just „cords” on neolithic ceramic ware: an outline of microscopic identyfication for „corded ornamentation”. Some thoughts in research methods, Baltic-Pontic Studies, vol. 15, 2010, s. 49–56.
- Die Textilfunde von Lübsow,, [w:] J. Schuster, Lübsow. Älterkaiserzeitliche Fürsengräber im nördlichen Mitteleuropa, Bonner Beiträge zur Vor- und Frühgeschichtlichen Archäologie, Bd. 13, Bonn, 2010, s. 379–382.
- Tkanina płócienna z topora w Łubowie, gm. loco, woj. wielkopolskie, Wielkopolskie Sprawozdania Archeologiczne, t. 11, 2010, s. 157–165.
- z A. Kośko i M. Szmyt, „Corded” and 'cord like” ornamentation in the Vistula and Dnieper interfluvial region in the 5th-4th mill. BC. Introduction to interdiscyplinary research, Baltic-Pontic Studies, vol. 15, 2010, s. 13–48.
- Odciski ozdób(?) na fragmentach ceramiki trzcinieckiego kręgu kulturowego z Polesia 1, gm. Łyszkowice, woj. łódzkie,[w:] J. Górski, P. Makarowicz, A. Wawrusiewicz, Osady i cmentarzyska społeczności trzcinieckiego kręgu kulturowego w Polesiu, stanowisko 1, woj. łódzkie, t. I, Łódź, 2011, s. 354–360.
- z Michałowskim, Budynek ziemiankowy w Szymanowicach, pow. Legnica, woj. dolnośląskie, stan. 1 – obiekt 146E. Uwagi o obiektach z warsztatami tkackimi na osadach ludności kultury przeworskiej, Studia Archaeologica Brunensia, m. 16, 2011, s. 135–151.
- Złote elementy stroju z grobów odkrytych w katedrze gnieźnieńskiej,, [w:] Wyniki analiz specjalistycznych materiałów wczesnośredniowiecznych z gnieźnieńskiego zespołu osadniczego (red. M. Kara), Gniezno, 2012, s. 51–75.
- z O. Antowską-Gorączniak, Amfora z zespołu pałacowo-sakralnego na Ostrowie Tumskim w Poznaniu, [w:] Z najdawniejszych dziejów. Grzegorzowi Domańskiemu na pięćdziesięciolecie pracy naukowej (red. A. Jaszewska), Zielona Góra, 2012, s. 321–327.
- z A. Miazgą i P. Sankiewiczem, Ceramika naczyniowa z badań wykopaliskowych przy murze Lubrańskiego na Ostrowie Tumskim w Poznaniu (ul. Posadzego 5),, [w:] Poznań we wczesnym średniowieczu, t. VII (red. H. Kóčka-Krenz), Poznań, 2012, s. 43–103.
- Odciski tkaniny płóciennej na naczyniu z Poznania-Nowego Miasta (stan. 362), Slavia Antiqua, t. LIV, 2013, s. 237–240.
- Resztki tekstylne ze skarbu z Bieszkowa,, [w:] Wicina. Badania archeologiczne w latach 2008–2012 oraz skarb przedmiotów pochodzących z Wiciny (red. A. Jaszewska, S. Kałagate), Zielona Góra, 2013, s. 559–562.
- Fragmenty plecionki na kabłączku skroniowym z Zabrodzia, pow. wrocławski, stan. 7, Śląskie Sprawozdania Archeologiczne, t. LV, 2013, s. 291–293.
- Odciski tkanin na dnach naczyń z Zawady, stan. 1, gm. Zielona Góra,, [w:] Wczesnośredniowieczna osada w Zawadzie, stan. 1, gm. Zielona Góra. Studia interdyscyplinarne (red. B. Gruszka), Zielona Góra, 2014, s. 269–274.
- z A. Kośko i M. Szmyt, Odciski tekstyliów na ceramice kultury pucharów lejkowatych,, [w:] A. Kośko, M. Szmyt, Opatowice Prokopiaks Mount, vol. IV, Poznań, 2014, s. 369–378.
- z D. Żurkiewicz, Charakterystyka mat udokumentowanych w pochówkach związanych z kurhanem 1 w Pidlisiwce,, [w:] Naddniestrzańskie kompleksy cmentarzysk kurhanowych społeczności z III i z pierwszej połowy II tysiąclecia przed Chr. W okolicach Jampola, obwód winnicki. Z badań nad północno-zachodnią rubieżą osadnictwa społeczności kręgu kultur „wczesno brązowych” strefy pontyjskiej. Badania z lat 1984–2014, Archeologia Bimaris, t. 6 (red. A. Kośko, M. Potupczyk, S. Riazumow), Poznań, 2014, s. 281–290.
- Wyroby tekstylne z grobów ludności kultury przeworskiej w Karczynie/Witowach, stan. 21/22,, [w:] J. Bednarczyk, A. Romańska, Karczyn/Witowy, stan. 21/22. Birytualne cmentarzysko kultury przeworskiej z Kujaw, Poznań-Inowrocław, 2015, s. 259–267.
- z M. Krzepkowskim i A. Wrzesińską, XVII-wieczny pochówek zbiorowy z kłódką z cmentarzyska ze Skokach, pow. wągrowiecki, woj. wielkopolskie. Próba interpretacji,, [w:] Viator devia scientiae itinera. Studia nad problematyką okresów przedrzymskiego, rzymskiego, wędrówek ludów i wczesnego średniowiecza (red. A. Michałowski, M. Teska, M. Żółkiewski), Poznań, 2015, s. 339–353.
- Odciski tekstylne na ceramice z epoki brązu ze Szczepidła, gm. Krzymów, woj. wielkopolskie, stan. 17,, [w:] P. Makarowicz, Szczepidło. Osada metalurgów kultury mogiłowej nad Wartą, Poznań 2016, s. 503–519.
- Odciski tkanin na fragmentach naczyń z grodziska w Połupinie, stan. 2,, [w:] Wczesnośredniowieczny gród w Połupinie, stan. 2. Nowe analizy i interpretacje źródeł archeologicznych i przyrodniczych (red. B. Gruszka), Zielona Góra, 2016, s. 245–253.
- z A.. Michalakiem, B. Gruszką, M. Biborskim i P. Gunią, Zagadka brązowej tarczki z Połupina wciąż nierozwiązana,, [w:] Wczesnośredniowieczny gród w Połupinie, stan. 2. Nowe analizy i interpretacje źródeł archeologicznych i przyrodniczych (red. B. Gruszka), Zielona Góra, 2016, s. 131–142.

## Nagrody
Andrzej Sikorski był laureatem licznych konkursów literackich. Wśród nich m.in.:
- laureat Nagrody 38. Międzynarodowego Listopada Poetyckiego za wydany w 2015 roku tomik „niepewne”[7]
- II miejsce w II edycji Konkursu poetyckiego im. Jana Leończuka za wiersz „zła godzina”, 2023[8]